# Reseda lutea

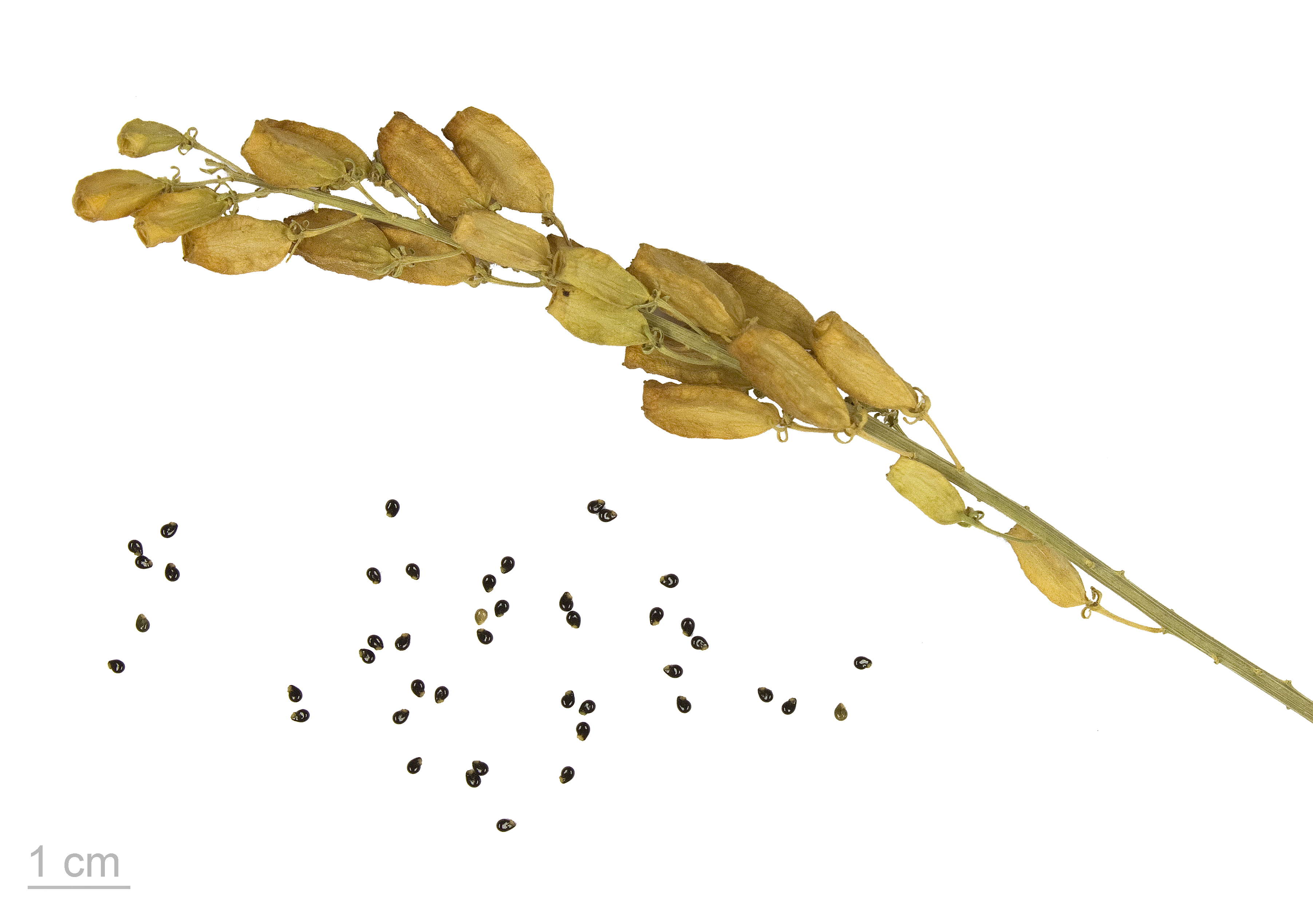
Reseda lutea

Reseda lutea es una especie de planta fanerógama de la familia Resedaceae.

## Descripción y usos
Es una planta anual a perenne, erecta o ascendente, de hasta 70 cm de tallo ramoso difusamente. Mayoría de hojas divididas con 1-3 pares de lóbulos. Flores amarillas, de aproximadamente 6 mm de diámetro, en una larga espiga terminal, 6 sépalos; 6 pétalos, los superiores trilobulados, los inferiores dos pétalos enteros. Vaina obovoide, trilobulada, con tres dientes muy cortos. Florece de junio a septiembre.
Sus raíces se han usado desde tiempos remotos para conseguir un tinte de color gualdo (amarillo).

## Distribución y hábitat
Habita en zonas baldías, ruderal viaria, en la Europa mediterránea, aunque también aparece en Irlanda, Gran Bretaña, Holanda, Austria, Polonia, Bulgaria y Rumanía. Introducida en Dinamarca, Bélgica, Alemania, Hungría, Suiza.

## Citología
Números cromosomáticos de Reseda lutea  (Fam. Resedaceae) y táxones infraespecificos: 
n=12, 24; 2n=48

## Nombres comunes
- Castellano: gualdón, pacífica, reseda amarilla, sosiega-amiga.[3]